# Kamenew-Nunatak
Der Kamenew-Nunatak ist ein rund 1400 m hoher und gebirgskammähnlicher Nunatak an der Black-Küste des Palmerlands auf der Antarktischen Halbinsel. Er ragt westlich des Kopfendes des Odom Inlet und 11 km westlich des Mount Whiting auf.
Das Advisory Committee on Antarctic Names benannte ihn 1976 nach dem sowjetischen Geologen Jewgeni N. Kamenew, der 1972 als Austauschwissenschaftler auf der McMurdo-Station tätig und von 1972 bis 1973 an Vermessungen des United States Geological Survey der angrenzenden Lassiter-Küste beteiligt war.